# Phuntsok Wangyal
Phuntsok Wangyal Goranangpa, también conocido como Phuntsog Wangyal, Bapa Phuntsok Wangyal o Phünwang, fue un político tibetano nacido en 1922 en Batang, en la provincia de Kham, Tíbet oriental. Es conocido por haber fundado el Partido Comunista del Tíbet y fue una figura importante en las relaciones sino-tibetanas modernas. Fue detenido por las autoridades chinas en 1960 y, posteriormente, pasó 18 años en la tristemente célebre prisión de alta seguridad de China Qincheng en confinamiento solitario. Vivió en Pekín hasta su muerte.

## Biografía
Phünwang nació en Batang, en la provincia de Kham, en el Tíbet. Phünwang comenzó su activismo político en la escuela en la academia especial dirigido por Asuntos Mongoles y Tibetanos de la Comisión de Chiang Kai-shek en Nankín, donde secretamente fundó el Partido Comunista del Tíbet. Hasta 1949, se organizó un movimiento de guerrillas contra el Guomindang de China, expandiéndose la influencia militar en Kham.
La estrategia del Partido Comunista del Tíbet bajo su liderazgo durante la década de 1940 era doble: la influencia y ganar apoyo para su causa entre los estudiantes tibetanos progresistas, intelectuales y miembros de la aristocracia poderosa en el Tíbet central con el fin de establecer un programa de modernización y democracia (es decir, socialista) la reforma, mientras que al mismo tiempo sostener una guerra de guerrillas contra el Estado de Liu Wenhui, un señor de guerra importante que está afiliado con el Guomindang. Por algún tiempo, dio una conferencia en Wangyal Tromzikhang en la plaza Barkhor en la década de 1940, cuando fue utilizado como escuela republicana.
El objetivo político de Phünwang era ver un Tíbet independiente y unido, y para lograr una transformación fundamental de las estructuras sociales feudales de Tíbet. Él fue expulsado por el gobierno tibetano en 1949, y después de unirse a la lucha del Partido Comunista Chino en contra de la Guomindang fusionó su partido tibetano con el Partido Comunista de China, a instancias de los líderes militares chinos, lo que significaba que tenía que abandonar sus metas de un Tíbet independiente y socialista.  Jugó un papel administrativo importante en la organización del partido en Lhasa y fue el traductor oficial del joven 14.º Dalái lama durante sus famosas reuniones con Mao Zedong en Pekín en los años 1954-1955.
En la década de 1950, fue el Phünwang tibetano de más alto rango en el Partido Comunista de China, y aunque hablaba chino con fluidez, se habitúa a la cultura y las costumbres chinas y estaba totalmente entregado a la causa del socialismo y al Partido Comunista, su compromiso intensivo para el bienestar de los tibetanos le hizo sospechoso a sus poderosos compañeros de partido. Finalmente, en 1958, fue puesto bajo arresto domiciliario y dos años más tarde desapareció de la vista del público. Fue encarcelado en régimen de aislamiento en el equivalente chino de la Bastilla en Pekín durante los próximos 18 años. Durante su encarcelamiento, su esposa, una musulmana tibetana de Lhasa que se quedó en Pekín con sus hijos, murió horriblemente mientras la encarcelaban, y todos los niños fueron enviados a diferentes cárceles. No fue sino hasta 1975 que se le dijo que su familia aún estaba viva y había sido encarcelada en una prisión de máxima seguridad para presos políticos. Sin el conocimiento de Phünwang, su hermano menor también fue encarcelado en Qincheng durante 16 años.
Phuntsok Wangyal Goranangpa fue rehabilitado oficialmente unos años después de su liberación en 1978, pero se mantuvo en Pekín sin ningún contacto con el exterior. Más tarde, se le ofreció el cargo de presidente del gobierno de la Región Autónoma del Tíbet, la cual negó.
Una biografía ha sido publicado en inglés, donde se hace especial hincapié en la necesidad de comprender mejor los intereses del pueblo tibetano en el contexto de la paz y la unidad en la República Popular de China.
Recientemente, declaró en una carta abierta a Hu Jintao que debía acoger el regreso del Dalái lama al Tíbet, lo que sugiere que este gesto sería "... bueno para estabilizar el Tíbet." En una tercera carta de fecha 1 de agosto de 2006, escribió: "Si el problema hereditario en el Tíbet sigue demorado, es más probable que va a dar lugar a la creación del Vaticano oriental del budismo tibetano", junto con el Gobierno tibetano en el exilio de su continuación. El 'problema del Tíbet', ya sea nacional o internacional, será más complicado y más problemático".
En una carta de Hu Jintao en 2007, Phuntsok Wangyal criticó los cuadros del PCCh quienes, en apoyo a Dorje Shugden, de "ganarse la vida, promoviéndose y haciéndose rico para oponerse al separatismo".
Murió el 30 de marzo de 2014, en un hospital de Pekín.

## Obras publicadas
- Liquid Water Does Exist on the Moon, Beijing, Foreign Languages Press, 2002, ISBN 7-119-01349-1

- Witness to Tibet's History, Baba Phuntsok Wangyal, New Delhi, Paljor Publication, 2007, ISBN 81-86230-58-0